# یواس‌اس تگزاس (بی‌بی-۳۵)
یواس‌اس تگزاس (بی‌بی-۳۵) (به انگلیسی: USS Texas (BB-35)) یک کشتی است که طول آن ۵۷۳ فوت (۱۷۵ متر) می‌باشد. این کشتی در سال ۱۹۱۲ ساخته شد.